# Ewald Wetscherek
Ewald Wetscherek (* 1. März 1944 in Wien) ist ein ehemaliger  Generaldirektor der Österreichischen Pensionsversicherungsanstalt.
Wetscherek studierte bis 1966 Rechtswissenschaft und war von 1978 bis 1986 Direktor im Hauptverband der österreichischen Sozialversicherungsträger.
Ewald Wetscherek wurde mit 1. Dezember 1991 zum Generaldirektor der ehemaligen Pensionsversicherungsanstalt der Angestellten bestellt. Unter seiner Führung erfolgten die Fusionierung der Pensionsversicherungsanstalten der Arbeiter und Angestellten.
Für seine Verdienste wurde er mit dem Großen Silbernen Ehrenzeichen für Verdienste um die Republik Österreich, mit dem Österreichischen Ehrenkreuz für Wissenschaft und Kunst I. Klasse ausgezeichnet und erhielt Ehrenzeichen der Bundesländer Wien, Niederösterreich, Burgenland, Steiermark und Kärnten.
Seit 1962 ist er Mitglied der katholischen Studentenverbindung KÖHV Franco-Bavaria Wien im ÖCV.
Ewald Wetscherek ist verheiratet und hat 3 Kinder. Sein Sohn Hugo ist Geschäftsführer des Antiquariats Inlibris, des Nachfolgeunternehmens der Antiquariats Gilhofer und Ranschburg.

## Auszeichnungen
- 1994: Berufstitel Hofrat
- 1999: Großes Silbernes Ehrenzeichen für Verdienste um die Republik Österreich[5]
- 2001: Goldenes Ehrenzeichen für Verdienste um das Land Wien